# French Open 1974
Wielkoszlemowy turniej tenisowy French Open w 1974 rozegrano w dniach 3 - 16 czerwca, na kortach im. Rolanda Garrosa w Paryżu.

## Zwycięzcy

### Gra pojedyncza mężczyzn
Björn Borg -  Manuel Orantes 2–6, 6–7(1), 6–0, 6–1, 6–1

### Gra pojedyncza kobiet
Chris Evert -  Olga Morozowa 6–1, 6–2

### Gra podwójna mężczyzn
Dick Crealy /  Onny Parun -  Bob Lutz /  Stanley Smith 6–3, 6–2, 3–6, 5–7, 6–1

### Gra podwójna kobiet
Chris Evert /  Olga Morozowa -  Gail Sherriff Chanfreau Lovera /  Katja Burgemeister Ebbinghaus 6–4, 2–6, 6–1

### Gra mieszana
Martina Navrátilová /  Iván Molina -  Reyes Darmon /  Marcelo Lara 6–3, 6–3